# Rijeka Koprivnička
Rijeka Koprivnička je naselje u Hrvatskoj u sastavu općine Sokolovca. Nalazi se u Koprivničko-križevačkoj županiji. 

## Zemljopis
Sjeverno je Veliki Poganac, sjeverozapadno su Veliki Grabičani, zapadno-sjeverozapadno su Veliki Botinovac, Mali Botinovac i Prnjavor Lepavinski, istočno je Mali Poganac, jugoistočno su Mali Grabičani, Lepavina i Donjara, južno su Stari Bošnjani i Novi Bošnjani, jugozapadno su Čabraji, Vojakovac, Vujići Vojakovački i jezerce, zapadno su Jarčani i Marinovec, sjeverozapadno je Apatovec.

## Stanovništvo
| broj stanovnika | 187   | 197   | 275   | 264   | 267   | 264   | 257   | 297   | 276   | 290   | 269   | 243   | 182   | 111   | 83    | 68    | 51    |
|                 | 1857. | 1869. | 1880. | 1890. | 1900. | 1910. | 1921. | 1931. | 1948. | 1953. | 1961. | 1971. | 1981. | 1991. | 2001. | 2011. | 2021. |